# Щёголев, Глеб Степанович
Глеб Степанович Щёголев (1915 — 1983) — советский инженер, специалист в области гидроэнергомашиностроения, главный конструктор конструкторского отдела водяных турбин ЛМЗ имени И. В. Сталина, Герой Социалистического Труда.

## Биография
Родился 2 (15 августа) 1915 года в Петрограде.
Окончил вечернее отделение машиностроительного техникума (1934). Работал и без отрыва от производства обучался во ВТУЗе при ЛМЗ имени И. В. Сталина, а после его расформирования (1940) окончил ЛПИ имени М. И. Калинина (1941).
На ЛМЗ имени И. В. Сталина работал в 1937—1952 и 1957—1978 годах. Прошёл путь от инженера-конструктора до главного конструктора гидротурбин (1963—1973). Разрабатывал проекты гидротурбин, специалист в области регуляторостроения. При его непосредственном участии создавались все основные регуляторы крупных гидротурбин производства ЛМЗ имени И. В. Сталина.
В период Великой Отечественной войны в составе конструкторского отдела был эвакуирован в Верхнюю Салду, Свердловской области (1941—1944). По возвращении на завод стал ведущим инженером проекта рабочих механизмов гидротурбин Волжских ГЭС. Создал ряд высокоэкономичных конструкций, в том числе бескрестовинную конструкцию рабочего колеса поворотно-лопастной гидротурбины, нашедшую широкое распространение в практике мирового гидротурбостроения.
Также разработал конструкцию механизированного щита для проходки тоннелей ленинградского метрополитена (1949).
Приказом министра тяжелого машиностроения СССР назначен главным конструктором Сызранского гидротурбинного завода (1952—1956). Создал на заводе КБ, которым был разработан ряд проектов гидротурбин и вспомогательного оборудования, в том числе маслонапорных установок, затвора, гидроподъемников. Выполнил проект гидротурбинной лаборатории, много сделал по налаживанию на заводе гидротурбинного производства.
Приказом министра назначен Главным конструктором гидротурбин Министерства тяжелого машиностроения (1956—1957). После реформирования Министерства возвратился на Ленинградский металлический завод, где работал заместителем главного конструктора (1957), затем главным конструктором гидротурбин (1958—1978).
Под его руководством и непосредственном участии на Металлическом заводе созданы крупнейшие в мире гидравлические турбины, которыми были оснащены свыше пятидесяти ГЭС Советского Союза, в том числе: Братская (модель турбины удостоена «Гран-При» на Международной выставке в Брюсселе в 1958), Красноярская, Куйбышевская, Волгоградская, Зейская, Усть-Илимская, Саяно-Шушенская и многие зарубежные ГЭС: Асуанская, Джердап-Железные Ворота, Майка, Дженпег.
Осуществлял на заводе техническую политику в области развития гидротурбостроения на основе науки. В результате были созданы новые методы расчета основных деталей гидротурбин на прочность, вибрацию, гидравлических расчетов и т. п. Под его руководством на ЛМЗ создана экспериментальная база: построена крупнейшая в стране гидротурбинная лаборатория. На основе научно-обоснованных расчетов созданы и внедрены в серийное производство принципиально новые типы гидравлических турбин и новые типы первых в стране электрогидравлических регуляторов, маслонапорных установок.
Осуществлял преподавательскую деятельность: Машиностроительный техникум (1946—1952) ЛПИ имени М. И. Калинина (1951—1952), МВТУ имени Н. Э. Баумана (Москва, 1956—1957), ВТУЗ Металлического завода (1963—1973). Заведующий кафедрой гидромашин ВТУЗа (с 1978 года). Профессор (1965). Доктор технических наук (1972).
Вел активную общественную работу. Много лет был членом ученых Советов ЛПИ и ЦКТИ, членом научного Совета по теоретическим и электрофизическим проблемам электроэнергетики АН СССР; членом Международной Ассоциации гидравликов (МАГИ), председателем гидромеханической секции МАГИ, членом постоянной комиссии АН СССР, член президиума ЛО Общества дружбы «СССР—Индия». Депутат Ленинградского Совета депутатов трудящихся 14 и 15-го созывов (1973—1977).
Умер 13 декабря 1983 год. Похоронен в Ленинграде на Северном кладбище.
Жена — Наталья Иосифовна Грудинина

## Награды и Звания
- Герой Социалистического Труда (1.6.1973) — за выдающиеся успехи, достигнутые при строительстве Красноярской ГЭС
- орден Ленина (1973)
- медали
- Сталинская премия второй степени (1950) — за разработку и внедрение механизированного щита для проходки тоннелей
- Государственная премия СССР (1967) — за создание сверхмощных радиально-осевых турбин Братской ГЭС
- Почётный монтажник треста «Спецгидроэнергомонтаж» (1972).
- Отличник энергетики и электрификации (1966).
- Почётный работник Минэнергомаша (1978).

## Память
Автор научных трудов. Обладатель более 32 авторских свидетельств и 7 зарубежных патентов.